# Бебрікс
Бебрікс в грецькій міфології відомий як цар міфічного племені бебриків ймовірно названого на його честь. Також був батьком Піріни на честь якої були названі гори Піренеї.